# Han, hun og drømmeslottet
Han, hun og drømmelsottet (britisk originaltitel Escape to the Chateau) er en britisk dokumentarserie fra Channel 4, der følger parret Dick Strawbridge og Angel Adoree og deres familie og deres køb, renovering og udsmykning af Château de la Motte-Husson fra 1800-tallet i Martigné-sur-Mayenne i Frankrig, mens de udvider deres forretning og familie.
Den første sæson følger Dick og Angels rejse med at restaurere chateauet ved bl.a. at installere vand, varme, elektricitet i slottet med 45 værelser, der har været ubeboet i 40 år. De har en hård deadline, da alt skal stå færdig til deres eget bryllup, som skal afholdes på stedet. De efterfølgende sæsoner følger deres videre arbejde med at restaurere og vedligeholde slottet og udvide deres bryllupsvirksomhed. Serien blev produceret og sendt fra 2016 til 2022.
Dick Strawbridge er en pensioneret oberstløjtnant fra British Army, der har medvirket i adskillige tv-programmer som It's Not Easy Being Green (2006), Coast (2006), Scrapheap Challenge (2009), The Hungry Sailors ogSaturday Farm (2011), Dirty Rotten Survival (2015),
Angel Adoree er iværksætter, der driver The Vintage Patisserie, som hun søgte støtter til i Dragon's Den i 2010.
Sammen har de to børn Arthur og Dorothy.